# Bộ Trãi (豸)
Bộ Trãi, bộ thứ 153 có nghĩa là "lửng" hoặc "sâu" là 1 trong 20 bộ có 7 nét trong số 214 bộ thủ Khang Hy.
Trong Từ điển Khang Hy có 140chữ (trong số hơn 40.000) được tìm thấy chứa bộ này.

## Tự hình Bộ Trãi (豸)

Giáp cốt văn
Kim văn
Đại triện
Tiểu triện

## Chữ thuộc Bộ Trãi (豸)
| Số nét bổ sung | Chữ                      |
| -------------- | ------------------------ |
| 0              | 豸/trãi/                 |
| 3              | 豹/báo/ 豺/sài/ 豻/ngan/ |
| 4              | 豼/tỳ/ 豽/nột/           |
| 5              | 豾 豿 貀 貁 貂 貃        |
| 6              | 貄 貅 貆 貇 貈 貉 貊     |
| 7              | 貋/ngan/ 貌/mạc/ 貍/ly/  |
| 8              | 貎/nghê/ 貏              |
| 9              | 貐/dũ/ 貑 貒 貓/miêu/    |
| 10             | 貔/tỳ/ 貕 貖             |
| 11             | 貗/lâu/ 貘/mô/ 貙/khu/   |
| 12             | 貚                       |
| 18             | 貛/hoan/                 |
| 20             | 貜/cước/                 |